# 秦孝文王
秦孝文王（前302年—前250年11月14日），即位前称安国君，嬴姓，《史记索隐》记载名柱，《广弘明集》引《陶公年纪》记载名式，战国时期秦国君主。秦昭襄王与唐太后之子，正式改元后三天去世，实际统治不足一年。

## 生平
秦昭襄王在位时，秦孝文王被封为安国君。
秦悼太子于前267年死于魏国后，安国君于前265年被立为太子。
安国君与正妻华阳夫人一直没有嫡子，庶子子傒已形成势力，但在吕不韦的活动下，华阳夫人成功说服安国君立在赵国担任质子的异人（子楚）担任继承人，为此安国君为华阳夫人刻下玉符作为证物。二人随后命吕不韦担任异人的老师，又委托他带给异人很多礼物。后在吕不韦的帮助下，异人成功返回秦国担任太子。
前251年，秦昭襄王去世，其子51歲的秦孝文王继位。继位后秦孝文王尊生母唐八子为唐太后，将其与秦昭襄王合葬。韩桓惠王亲自穿着孝服前来吊唁，其余诸侯各国也派将相前来慰问。秦孝文王同时立华阳夫人为王后，子楚为太子，赵国也将赵姬及其子嬴政送还秦国。
前250年，秦孝文王下令大赦罪人，按功表彰先王功臣，优待宗族亲属，拆除王家园囿。秦孝文王于前250年11月12日行改元继位之礼，三日之后暴崩，享年52歲，葬于寿陵（今陕西省西安市临潼区东北），其子秦庄襄王继位。
《汉书·五行志》记载秦孝文王出游至朐衍（今宁夏回族自治区盐池县）期间，有人献上五足之牛。

## 逸事
有一次异人趁安国君空闲时进言道：“父亲也曾羁留在赵国，赵国的豪杰之士知道父亲大名的不在少数。如今父亲返回秦国，他们都惦记着您，可是父亲却连一个使臣都未曾派遣去抚慰他们。孩儿担心他们会心生怨恨，希望父亲将边境城门迟开早闭，防患于未然。”安国君认为异人说的话极有道理，为他的奇谋感到惊讶。

## 文学形象
长篇历史小说《东周列国志》中，秦孝文王于第九十九回《武安君含冤死杜邮 吕不韦巧计归异人》中登场，其事迹与《史记》记载基本相同。在第一百零一回《秦王灭周迁九鼎 廉颇败燕斩二将》中，秦孝文王继位后立赵女为王后，在为其父除丧三日后，与群臣宴会散席回宫后去世。国人都怀疑是吕不韦准备让子楚提前登基，买通秦孝文王左右鸩杀秦王，但都畏惧吕不韦的气势，不敢多言。

## 影視形象
- 《東周列國·戰國篇》由郭立飾演。
- 《呂不韋傳奇》由馬書良飾演。
- 《虎符傳奇》由陳寶國飾演。
- 《羋月傳》由許路陽飾演。
- 《皓鑭傳》由王茂蕾飾演。
- 《大秦賦》由馮暉飾演。